# Channallabes sanghaensis
Channallabes sanghaensis és una espècie de peix de la família dels clàrids i de l'ordre dels siluriformes.

## Morfologia
- Els mascles poden assolir 22,1 cm de longitud total.
- Nombre de vèrtebres: 86-89.[5]

## Hàbitat
És un peix d'aigua dolça i de clima tropical.

## Distribució geogràfica
Es troba a Àfrica: riu Mbessy (conca del riu Congo, República del Congo).